# Cryptocelis occidentalis
Cryptocelis occidentalis är en plattmaskart som beskrevs av Libbie Henrietta Hyman 1953. Cryptocelis occidentalis ingår i släktet Cryptocelis och familjen Cryptocelidae. Inga underarter finns listade i Catalogue of Life.